# Чёрная мафия Филадельфии
Чёрная мафия Филадельфии (англ. Philadelphia Black Mafia, PBM), также известная как Чёрная мафия (Black Mafia), Чёрная мусульманская мафия (Black Muslim Mafia) и Мусульманская мафия (Muslim Mob) — афроамериканский организованный преступный синдикат из Филадельфии. Начиналась как небольшая банда, известная тем, что торговала наркотиками и играми в кости, но на пике своей деятельности с начала 1970-х и примерно до начала 1980-х годов ей удалось консолидировать большую часть преступной деятельности в афроамериканских районах Филадельфии, Долины Делавэр, Южного Джерси, включая Атлантик-Сити и Камден. Помимо незаконного оборота наркотиков, краж со взломом и вооруженных ограблений, Чёрная мафия также занималась традиционной для мафии деятельностью, такой как вымогательство, рэкет, проституция, ростовщичеством  незаконных азартных игр, включая подпольные лотереи.
Предположительно созданная в сентябре 1968 года под названием Black Inc. Сэмюэлем Кристианом, который позже принял ислам, вступил в «Нацию ислама» и получил имя Сулейман-бей, Чёрная мафия с самого начала активно торговала наркотиками в Филадельфии 1970-х годах, причём самым продаваемым наркотиком был героин. Кристиан, бывший член «Чёрных пантер» с обширным послужным списком арестов, был внушительным мужчиной, крепкого телосложения с толстой шеей, ростом 178 см и весом 104 кг. Многие из первых членов Чёрной мафии в конечном итоге обратились в ислам и стали членами «Нации ислама», что дало организации прозвище «Чёрная мусульманская мафия» или просто «мусульманская мафия».
Чёрная мафия получила власть в афроамериканских районах, запугивая людей, чтобы те не сотрудничали с властями. Из-за этого правоохранительным органам было невероятно трудно принимать какие-либо меры в отношении банды или её членов в течение многих лет. Члены Чёрной мафии торговали наркотиками, организовывали азартные игры, вымогали деньги у торговцев наркотиками, а также занимались незаконным бизнесом, были ответственны за более чем 50 смертей с 1968 по конец 1970-х годов и бесчисленное множество других преступлений. На пике своей деятельности Чёрная мафия контролировала 80 % незаконного оборота наркотиков в Филадельфии, уничтожия конкурирующих торговцев наркотиками и перенимая торговлю героином у мафии. Каждый основатель синдиката не раз арестовывался, в большинстве случаев за насильственные преступления. Однако правоохранительным органам было трудно доказывать в суде вину членов группы в совершённых преступлениях, потому что свидетели редко сотрудничали с властями, опасаясь возмездия, и дела чаще всего закрывались. Это не только позволило Чёрной мафии продолжать свою преступную деятельность, но и способствовало процветанию репутации «неприкасаемых», что усилило их влияние на улице.

## Обзор
Чёрная мафия была сформирована для координации и консолидации организованной преступности в афроамериканских районах Филадельфии в условиях растущего спроса на наркотики. Успех Чёрной мафии нанёс большой урон афроамериканскому сообществу города, заставив многих афроамериканцев, предпочитающих законный бизнес, в том числе, владельцев банков, аптек, магазинов, домовладельцев и других, бежать из города по мере ослабления сегрегации. Анджело Бруно, глава итало-американской мафии города, препятствовал торговле наркотиками в Южной Филадельфии, но не смог помешать экспансии наркоторговцев из Нью-йорка, таких как семья Гамбино, которые охотно вели дела с растущей чёрной организованной преступностью, которая стала Черная мафия, пока чёрный нью-йоркский наркобарон Фрэнк Мэтьюс не нарушил монополию итало-американской мафии на поставки героина. Бруно, несмотря на неприятие наркоторговли, был вынужден закрывать глаза на гангстеров, которые «вели дела» с чёрными наркобаронами, пока они выполняли свои финансовые обязательства перед ним и Пятью семьями Нью-Йорка.

## Структура и методы
Чёрная мафия использовала формализованные собрания и юридически зарегистрированные некоммерческие организации в качестве прикрытия и навязала своим членам иерархию в попытке насадить дисциплину среди членов. В 1968 году руководство только что созданного синдиката состояло из четырнадцати человек со средним возрастом 29 лет. Члены и соучастники назывались «Часть I» (Part I), а члены низшего ранга именовались «Маленькие братья» (The Little Brothers). Члены могли продвигаться по служебной цепочке в соответствии с определенными установленными критериями. Встречи члены и соучастников Чёрной мафии проходили в разных местах в период с 1969 по 1975 год, в то время как позднее руководство уже не хотело фиксировать действия на бумаге. Среднее количество участников колебалось от 40 до 60.
Чтобы избежать разоблачения члены должны были поклясться соблюдаать секретность, также сообщать о любых нарушениях присяги. Многих соучастников приводили на собрания и уводили обратно с завязанными глазами более влиятельные члены, чтобы не нарушить секретность места. Для проведения встреч также был создан строгий набор письменных правил. Например, каждый участник при входе на собрания должен был быть обыскан уполномоченными членами. Только председательствующий на собрании имел право решать, кто может носить оружие.
Чёрная мафия организовала три различных общественных проекта в качестве прикрытия своей преступной деятельности. Так как другие банды представляли угрозу власти Чёрной мафии, были созданы организации для борьбы с насилием со стороны банд, что не мешало членам мафии самим практиковать насилие.

## История
Первым задокументированным преступлением, совершённым Чёрной мафией, было убийство 19 апреля 1969 года одного из основателей группы, Натаниэля «Рок-н-ролл» Уильямса. Уильямс устроил игру в кости в помещении над парикмахерской на Брод (14-я) и Саут-стрит. Как обычно, в игре участвовало несколько лидеров Чёрной мафии. Любопытно, что Уильямс отсутствовал во время самой игры. Таким образом, когда в комнату ворвались двое преступников и ограбили игроков, подозрения пали на организатора. Вскоре до лидеров Чёрной мафии дошли разговоры на улице о том, что Уильямс организовал грабёж, используя членов соседской банды, и что Уильямс сам вёл машину на которой уехали грабители. Через полтора часа после ограбления свидетели видели, как двое мужчин вывели Уильямса из бара на 15-й и Саут-стрит под прицелом оружия. Труп Уильямса с четырьмя пулевыми ранениями спины был найден в изолированном районе недалеко от военно-морской базы в Южной Филадельфии. Позже полиция охарактеризовала это убийство как «казнь чёрной мафии». 12 августа 1969 года за убийство Уильямса был арестован Джером Барнс, но обвинения против него были сняты, так как полиция не смогла найти свидетелей, которые могли бы его опознать.
В мае 1969 года член Чёрной мафии Ричард «Порк-чоп» Джеймс, возможно по просьбе третьего лица, избил свинцовой трубой заместителя комиссара по страхованию штата Пенсильвания Дэвида Трулли, который расследовал дело о страховом мошенничестве. Позднее Джеймс был арестован в Нью-Йорке и 23 ноября 1969 года скончался от передозировки наркотиков в местной тюрьме. На момент смерти на счету Джеймса было 32 ареста. В файлах полицейского управления Камдена сообщатся, что Джеймс был отправлен в Нью-Йорк по приказу Юджина «Бо» Бейнса для выполнения заказа на убийство. Находясь в Нью-Йорке, он убил женщину и ребёнка и ранил человека, которого должен был убить. В ходе расследования полиция пришла к выводу, что передозировка Джеймса была подстроена, чтобы «обеспечить его молчание в деле о нападении, связанном с Чёрной мафией».
4 января 1971 года восемь членов Чёрной мафии ограбили мебельный магазин DuBrow на Саут-стрит в Филадельфии. Они вошли в магазин один за другим, выдавая себя за покупателей. Оказавшись внутри, преступники наставили оружие на сотрудников и заставили их лечь на пол в задней части магазина, связав их лентой и электрическим шнуром. После этого тринадцать сотрудников были избиты, двое застрелены. Дворник, который во время ограбления, выполнял свою работу, также был застрелен. Одного сотрудника облили бензином и подожгли. Рассправившись с сотрудниками бандиты ограбили офис и устроили поджог, чтобы уничтожить улики. Преступников скрылись с места происшествия, как только сработала пожарная сигнализация, на ходу намеренно растоптав одно из тел жертв. Комиссар полиции Филадельфии Фрэнк Риццо назвал, ограбление магазина DuBrow «самым жестоким преступлением, с которым я когда-либо сталкивался». Известный автор детективов У. Э. Б. Гриффин написал основанный на этом преступлении роман The Witness (в переводе с англ. — «Свидетель»).
В том же 1971 году была убита Вельма Грин. Её застрелили на пороге собственной квартиры за неделю до того, как она должна была давать показания против Рассела Барнса в деле об убийстве своего брата Уорделла. В 1972 году в баре на 17-й улице и Дофин-стрит в Северной Филадельфии был застрелен Ричард «Красный Пол» Харрис за обман Джеймса P.I. Смит в сделке с наркотиками, а вскоре на стоянке на Браун-стрит, 3700 в Филадельфии был убит сам Джеймс P.I. Смит за обман Тайрона «Толстого Тай» Палмера в сделке с наркотиками.
В пасхальное воскресенье 1972 года в Атлантик-Сити (штат Нью-Джерси) был убит Тайрон Палмер, известный как «Мистер Миллионер», крупный торговец кокаином и героином, через которого представлял в Филадельфии интересы наркоторговцев Нью-Йорка. Палмера застрелил выстрелом в лицо на виду у 600—900 человек в Club Harlem член-основатель Чёрной мафии Сэм Кристиан. В перестрелке гангстеров и телохранителей Палмера помимо наркоторговца были убиты три женщины и один из его охранников, 20 человек было ранено.
В 1973 году было совершено самое громкое преступление Чёрной мафии, которое привлекло к ним внимание национальных средств массовой информации. 18 января бандиты убили семерых человек, в том числе пятерых детей в возрасте от 9 дней до 10 лет. Взрослые и один ребёнок были застрелены, остальных детей утопили в ванне. Все они были членами семьи Хамааса Абдула Хаалиса, лидера группы чернокожих мусульман-ханафитов, базирующейся в Вашингтоне. Убийство стало местью за написал Хаалиса письмо членам «Нации ислама», в котором он утверждал, что их лидер Элайджа Мухаммед был лжепророком и что некоторые его привережнцы были просто гангстерами, которые наносили ущерб имени ислама. Трудность с получением доказательств для успешного судебного преследования преступления спровоцировала срыв Хаалиса, когда он, пытаясь привлечь внимание к делу своей убитой семьи, в 1977 году захватил в заложники 149 человек в Вашингтоне.
В том же 1973 году Чёрная мафия совершила ещё несколько убийств. В своём доме в Черри-Хилл (штат Нью-Джерси) был убит наркоторговец Мейджор Коксон, баллотировавшийся на пост мэра Камдена. Его застрелили Рональд Харви и другие члены Чёрной мафии за задолженность в размере 200 000 долларов возникшей в результате неудачной сделки с героином. В Камдене (штат Нью-Джерси) убиты Хилтон Страуд и Уолтер Тиллман за перехват партии наркотиков, первоначально предназначенной для Бо Бейнса. Томас «Кадиллак Томми» Фаррингтон застрелен Чарльзом Расселом по заказу Джорджа «Бо» Эбни из-за спора о праве продавать наркотики на закреплённой территории.
Рост масштабов деятельности Чёрной мафии и ряд совершённых ею громких преступлений вызвали повышенное внимание правоохранительных органов и средств массовой информации. The Philadelphia Inquirer писала: «Черная мафия реальна. Это не фантазия полицейских, несбыточная мечта газетчика или миф о кино. Это чёрный преступный синдикат, который беспрепятственно рос в Филадельфии в течение последних пяти лет. Он разросся и превратился в могущественный преступный картель с командирами, силовиками, солдатами, финансистами, регулярными деловыми встречами и закреплёнными территориями. Он специализируется на наркотиках, вымогательстве и убийствах, так же интересуясь ростовщичеством, лотереями и проституцией. У него есть военный фонд, который финансирует наркотики и азартные игры, а также покупает лучших адвокатов».
В сентябре 1974 года 21 член группы были арестованы в ходе утреннего рейда агентами Управления по борьбе с наркотиками и Министерства юстиции. По слухам, одним из источников информации, который привел к арестам, был Чарльз Робинсон, шурин члена Чёрной мафии Джеймса Фокса и активист общественной группы подконтрольной гангстерам. Робинсон, став информатор, заявлял, что боялся за свою семью по мере роста влияния Чёрной мафии. Вероятно, он также опасался неизбежного расследования использования средств, которые группа получала как государственные гранты. Фокс якобы запугивал семью Робинсона, особенно его мать. Доказательства были получены правоохранительными органами в результате 21-дневного прослушивания телефонных линий членов мафии. Гангстерам были предъявлены обвинения в различных преступлениях, включая, помимо прочего, распространение героина и кокаина, изнасилование и убийство.
В том же 1974 году в Детройте был арестован главная фигура Чёрной мафии Сэмюэл Кристиан за перестрелку 1971 года, ограбление и покушение на убийство полицейского в музыкальном магазине Гарлема. За свои преступления он был приговорён к лишению свободы на срок от 15 лет до пожизненного заключения.
Впрочем, даже массовые аресты членов Чёрной мафии не смогли остановить криминальный террор. В том же 1974 году члены Чёрной мафии обезглавили Джорджа «Бо» Эбни из-за конфликта вызванного дележом доходов от сети распространения наркотиков ранее убитого «Томми-Кадиллака». В тюрьме был замучен и повешен Джеймс Генри «Баблс» Прайс, которого заподозрили в сотрудничестве с правоохранительными органами в деле об убийстве ханафитов. Лишь позднее стало известно, что слух о том, что Прайс предал Чёрную мафию, был пущен властями, чтобы заставить его сотрудничать.
Первая мечеть «Нации ислама» в Западной Филадельфии могла похвастаться самыми видными членами организованной чёрной преступности города. В концев концов это вызвало недовольство руководства организации в Чикаго, которое публично раскритиковала имама и предпринимателя Джеремайю Шабазза за привлечение излишнего внимания к Первой мечете как к «гангстерскому» храму. Более поздние научные работы в области уголовного правосудия заполняют пробелы, используя отчёты ФБР, суда и полиции, чтобы обосновать давнюю связь Джеремайи Шабазза с ростом организованной чёрной преступности в Филадельфии. Трудности мечети обострились, когда ФБР узнало, как два крупных торговца героином жалуются на чрезмерное вымогательство со стороны Шамсуд-дина Али, также известного как Кларенс Фаулер, имама, сменившего Шабаза. В ходе расследования стало известно о том что Шамсуд-дин Али запросил 5000 долларов для Конни Литтла, бывшего лидера окружных демократов округа и исполнительного секретаря Джона Ф. Стрита, затем избранного мэром. В итоге мэр избежал судебного преследования, но несколько ключевых людей из его окружения были вынуждены завершить свою карьеру.
В 1976 году на пороге своего дома была застрелена Таазмайя «Тааз» Лэнг, менеджер и подруга филадельфийского певца Тедди Пендерграсса. В убийстве, которое так и не было раскрыто, подозреваются гангстеры Чёрной мафии. Причиной стал якобы контроль Лэнг над прибыльной музыкальной карьерой Пендерграсса. В том же 1976 году в своём доме был убит Луис Груби, а также находившаяся там же Йетта Груби. Убийство совершили члены Чёрной мафии за дачу Луисом показаний по делу об ограблении мебельного магазина DuBrow.
В 1980 году был убит Барри Келли за уличающие показания своего отца в деле об ограблении и похищении людей. В том же году Ларрис «Танк» Фрейзер из-за территориального спора застрелил Фредерика Армора.

## Младшая чёрная мафия
В начале 1980-х Чёрная мафия раскололась и на смену ей пришла так называемая Младшая чёрная мафия (англ. Junior Black Mafia, JBM), которая развилась из уличной культуры афроамериканских районов Филадельфии и представляла собой попытку сформировать синдикат организованной преступности по образцу Коза ностры (LCN) и первоначальной Чёрной мафии. Основатели JBM намеренно копировали контроль LCN и Чёрной мафии над организованной преступностью и их любовь к символам и церемониям. В то же время JBM сохраняли сходство с уличными бандами, откуда вышли большинство членов нового синдиката.
JBM состоит исключительно из молодых чернокожих мужчин, женщины могут играть лишь второстепенные роли курьеров и прикрытия для сделок. Первоначальные участники носили золотые кольца с надписью JBM, инкрустированные бриллиантами.
JBM была задумана в 1986 году и «родилась» в 1987 году, чему способствовала «эпидемия крэка», с её безграничным, как казалось, потенциалом прибыли. Основатели JBM Аарон Джонс, тогда 26 лет; Марк Кейси, тогда 23 года; и Леонард Паттерсон, которому тогда было 27 лет, выросли вместе на улицах Западной Филадельфии. У них было общее видение своей будущей жизни, основанное на увлечении Джонса фильмом «Крестный отец». Один из участников JBM так описал роли трёх основателей:
«Аарон Джонс был одержим фильмом «Крёстный отец». Он видел себя «Крёстным отцом», а Леонарда Паттерсона — «Сонни». Они сосредоточились на наркотиках, потому что ростовщичество и лотереи не приносили большого дохода. Вымогательство было исключено, потому что люди больше не соглашались с этим. Марк Кейси был мозгом JBM. Кейси был тем, кто придумывал идеи и знал, как соединить вещи. Леонард Паттерсон, скорее всего, был человеком, который придумал название JBM и идею колец».
Чтобы укрепить групповые ресурсы и расширить базу распространения наркотиков, основатели JBM начали вербовать друзей и партнёров, которые уже создали наркосети в разных частях города. Некоторые партнёры присоединялись добровольно, надеясь максимизировать свою прибыль от наркотиков. Тех, кто изначально скептически отнёсся к преимуществам членства в JBM, удалось убедить с помощью насилия и угроз. Так, Комиссия по борьбе с преступностью штата Пенсильвании задокументировала два инцидента 1989 года, когда JBM убивала дилеров, которые отказались с ней сотрудничать. То, что начиналось как свободная преступная ассоциация, быстро превратилось в прибыльную сеть наркоторговцев, общий объём продаж кокаина которой на пике развития оценивался в 100—200 кг в месяц.
Когда JBM начала формироваться, молодая организация сформировала совет уполномоченных, состоящий из всех первоначальных членов. Хотя члены совета теоретически делили власть поровну, а решения должны были приниматься на основе консенсуса, информаторы утверждали, что Аарон Джонс быстро взял на себя доминирующую роль в совете, став де-факто председателем. Совет определял, кого принять в члены, а кого исключить, и пытался разрешить споры между участниками синдиката. Потенциальные члены должны были быть рекомендованы первоначальным членом и одобрены советом. Основным критерием членства было наличие у кандидата собственной сети наркоторговцев, способной реализовывать большое количество наркотиков. Сети различались по размеру и мощности и обслуживали разные районы Филадельфии. Члены JBM делились друг с другом знаниями о клиентах и работниках. Считалось, что это помогает избежать разногласий, вызванных непреднамеренным привлечением чужих клиентов или работников. Члены синдиката часто имели заместителя, чтобы обеспечить преемственность в случае ареста.
С самых первых дней существования JBM члены и соучастники старой Чёрной мафии служили наставниками для членов нового синдиката и играли важную консультативную роль в формировании и развитии Младшей чёрной мафии. JBM сотрудничает с итало-американской семьёй Филадельфии в распространении кокаина и, похоже, переняла свои преступные методы у этой организации LCN, а также первоначальной Чёрной мафии, в значительной степени полагаясь на насилие и вымогательство для продвижения своей деятельности. В соответствии с этим, одна из теорий предполагает, что члены Чёрной мафии 1970-х годов организовали афроамериканскую молодёжь в JBM, чтобы помешать ямайской мафии перехватить контроль за распространением наркотиков в чёрных районах.
Сэмюэл Кристиан (также известный как Ричард Картер или Сулейман-Бей), главная фигура «старой» Чёрной мафии, предпринял безуспешную попытку получить контроль над JBM после своего освобождения из тюрьмы в конце 1989 года. Кристиан созвал собрание, якобы с целью урегулирования спора между JBM и конкурирующими сетями по распространению наркотиков. Под видом стремления к единству и прекращению насилия Кристиан стремился подмять под себя обе стороны, но его попытка не удалась.
Помимо использования «Коза ностры» в качестве модели для своей организации, члены и партнёры JBM установили ряд связей с американской мафией. Например, советник JBM Майкл Янгблад использовал связи LCN для получения кокаина и метамфетамина. В 1983 году Янгблад был обвинен в продаже наркотиков вместе с Джорджем «Ковбоем» Марторано, сыном влиятельного филадельфийского гангстера Рэймонда Марторано. Известно, что члены JBM встречались с членами LCN в Южной Филадельфии. Один из участников Младшей чёрной мафии был замечен в компании босса филадельфийской мафии Джоуи Мерлино на спортивных мероприятиях.
По оценкам властей Пенсильвании, в 1990 году JBM насчитывала примерно 100 членов и до 300 уличных соучастников, которые занимались в Филадельфии распространением кокаина и крэка, а также другой преступной деятельностью, в том числе, убийствами, нападениями, отмыванием денег. Имеются основания утверждать, что помимо Филадельфии JBM действует в штате Нью-Джерси. Комиссии штата по расследованию удалось задокументировать как минимум двух членов и восемь сообщников Младшей чёрной мафии, живших в округах Камден и Берлингтон.
Её члены водят дорогие автомобили и до сих пор часто носят золотые украшения и кольца с буквами JBM, инкрустированными бриллиантами. Как и большинство местных банд, JBM предоставляла услуги по продажам и распространению в пятом по величине городе США крупным международным наркокартелям. Лидер JBM Аарон Джонс в настоящее время находится в камере смертников в Пенсильвании. Официальные лица сообщили, что родственник покойного Рассела Барнса, который часто бывает в Филадельфии и Нью-Йорке, готов взять на себя управление синдикатом из-за его тесных связей с преступным миром черной мафии Филадельфии и его способности налаживать связи и организовывать.
JBM участвовала в войне против ямайской банды «Команда поливальщиков» за право распространять наркотики в Юго-западной Филадельфии в 1980-х и начале 1990-х годов. Уже к концу 1980-х годов на счету JBM было по меньшей мере 25 убийств.